# ريدا بطرس
ريدا بطرس (27 أكتوبر 1973 -)، مغنية لبنانية

## مشوارها المهني
اكتشف موهبتهما متعهد الحفلات طوروس سيرانوسيان انطلقت مطلع التسعينات بمشاركة شقيقتها الكبرى نينا لكنها انفصلت عنها عام 2002
أول ظهور منفرد لها على المسرح كان عام 2001 في حفل عيد ميلاد المؤسسة اللبنانية للإرسال «ال بي سي» من بعدها أصدرت ريدا أغنية «يا مصطفى» وصورتها على طريقة الفيديوكليب، خصوصاً بعد أن صورت على طريقة الفيديو كليب خمس مرات وذلك من خلال برنامج «ستوديو الفن» في المسابقة المخصصة للأغنيات المصورة حيث اختير الأجمل من بينها.
عام 2000 خاضت تجربة التمثيل في التيلي ـ فيلم المصري «بتخسري» مع الفنانين رجاء الجداوي وجميل راتب وعزت أبو عوف
عام 2002 وقعت عقداً مع شركة «سوني» العالمية حيث كان أول فنانة والأخيرة عربيا تبرم عقداً معها أقفلت الشركة بعدها مكاتبها قي الشرق الأوسط وأطلقت معهم أغنية «علقتني» وصورت في إيطاليا من كلمات والحان مروان خوري.
عام 2006 وقعت بعدها عقدا مع المنتجة «فاتن برازي» أطلقت أغنية ماشي يا زمن من كلمات وألحان مروان خوري ثم أصدرت أغنية «شكلك ما يطمنش» وصورتها المخرج وليد ناصيف آخر أغانيها كانت لاموني عام 2011 وابتعدت عن الفن بعد زواجها

### حياتها الأسرية
عام 2011 تزوّجت من المهندس جورج خوري بعد قصّة حبّ جمعتهما لأشهر. وأقامت معه في الولايات المتحدة وأنجبت ولد وبنت، هما جيا نينا وتوماس.

### تجربتها في التمثيل
عام 2002 خاضت تجربة التمثيل في مصر بفيلم "ما بتخسري" مع رجاء الجداوي وعزت أبو العوف وجميل راتب

### الألبومات
| الألبوم       | العام | المنتج     |
| ------------- | ----- | ---------- |
| ريدا          | 2002  | سوني       |
| شكلك ما يطمنش | 2006  | فاتن برازي |

### الأغاني المصورة
| الأغنية       | العام | المخرج        | المنتج     |
| ------------- | ----- | ------------- | ---------- |
| يا مصطفى      | 2001  | جاد شويري     | ال بي سي   |
| علقتيني       | 2002  | باديو كاسباسي | سوني       |
| طفل من أحلام  | 2005  | غي زحلان      | ال بي سي   |
| ماشي يازمن    | 2006  | وليد ناصيف    | فاتن برازي |
| شكلك ما يطمنش | 2006  | وليد ناصيف    | فاتن برازي |
| حبيتك         | 2008  | وليد ناصيف    | فاتن برازي |
| بلا بتحبني    | 2007  | كارولين لبكي  | فاتن برازي |
| لاموني        | 2010  | فادي حداد     | فاتن برازي |

#### الثنائي نينا وريدا بطرس
انطلق الثنائي بداية التسعينات ويعتبر أول ثنائي نسائي في العالم العربي أول البوم صدر لهما حمل عنوان «ليالينا» عام 1995، ثم«بأمارة ايه» عام 1996، وبعدهما عام 1998 البوم «منعاتب يا أسمر»، حيث أقامتا حفلات في الدول العربية، وجولات في أوروبا واميركا وكندا حيث قدما حفلات عديدة للجاليات العربية المقيمة هناك كما قدمتا أغاني مشتركة مع الفنان زين العمر.
عام 2002 انفصل الثنائي بسبب زواج الشقيقة الكبرى نينا التي انتقلت لتعيش مع زوجها في الولايات المتحدة الأميركية الدكتور زياد الحايك ولها ثلاثة أولاد، هم ريدا وناجي وجوليانو أما ريدا فأكملت مسيرتها بمفردها

### الألبومات[8]
| الألبوم           | العام | المنتج                        | الأغاني                                   |
| ----------------- | ----- | ----------------------------- | ----------------------------------------- |
| "ليالينا"         | 1995  | ميوزيك ماستر                  |                                           |
| "بأمارة ايه"      | 1996  | ميوزيك ماستر                  |                                           |
| "صيف ميوزيك بوكس" | 1996  | ميوزيك بوكس بمشاركة زين العمر | ما تقولي لأ، بين البلبل والكنار، الدلعونا |
| "منعاتب يا أسمر"  | 1998  | ميوزيك ماستر                  |                                           |

### الأغاني المصورة
| الأغنية    | العام | المخرج      | المنتج       |
| ---------- | ----- | ----------- | ------------ |
| بإمارة إيه | 1994  |             | ميوزيك ماستر |
| لولي       | 1994  |             | ميوزيك ماستر |
| البلدي وبس | 1994  |             | ميوزيك ماستر |
| وش تبي     | 1998  | تامر زيادة  | روتانا       |
| أموري      | 2000  | باسم كريستو | ميوزيك ماستر |